# 류근종
류근종(柳根鐘, 1955년 ~ )은 대한민국의 MBC의 방송회계인이다. 

## 학력
- 1970 ~ 1973 : 충남고등학교
- 1973 ~ 1984 : 한남대학교 회계학과 학사
- ~ 1998 : 성균관대학교 경영대학원 관리회계 석사

## 경력
방송문화진흥회 사무처장
MBC 감사실 국장
2006.03
MBC 인력자원국 국장
2005.03
MBC 기획실 부실장
2005.02
MBC 기획국 관계회사팀 팀장 겸 관계회사위원선임 실무사무국장
2004
MBC 기획국 관계회사팀 팀장
2003
MBC 재무운영국 회계부 부장
2001
MBC플러스 경영본부 본부장
2000
MBC 총무국 법무저작권부 부장
1984
MBC 입사